# بيدشهرك (مقاطعة فيروزآباد)
بيدشهرك (بالفارسية: بیدشهرک) هي قرية تقع في قسم جايدشت الريفي في إيران. يقدر عدد سكانها بـ 46 نسمة بحسب إحصاء 2016.